# Pseudocyclops bahamensis
Pseudocyclops bahamensis is een eenoogkreeftjessoort uit de familie van de Pseudocyclopidae. De wetenschappelijke naam van de soort is voor het eerst geldig gepubliceerd in 1968 door Fosshagen.